# Ozero Zjoden
Ozero Zjoden (ryska: Озеро Жодень) är en sjö i Belarus.   Den ligger i voblasten Vitsebsks voblast, i den norra delen av landet, 230 km nordost om huvudstaden Minsk. Ozero Zjoden ligger 140 meter över havet. Arean är 0,45 kvadratkilometer. Den sträcker sig 1,1 kilometer i nord-sydlig riktning, och 0,8 kilometer i öst-västlig riktning.
I omgivningarna runt Ozero Zjoden växer i huvudsak blandskog. Runt Ozero Zjoden är det glesbefolkat, med 10 invånare per kvadratkilometer.